# Jahuara
Jahuara II es un Pueblo que se encuentra ubicado dentro de la sindicatura de Villa Lic. Adolfo López Mateos, municipio de El Fuerte, Sinaloa, México. Limita al norte con el ejido El Guayabo, al sur con las parcelas del Ejido Agua Nueva I, al oriente con las parcelas del Ejido Agua Nueva II y al poniente con el ejido Agua Nueva I. Jahuara II, se fundó el 26 de julio de 1968, los primeros habitantes llegaron provenientes de la ribera del río Fuerte, del ejido Jahuara I o Los Leyva. Cuenta con total de 168 ejidatarios y una distribución parcelaria de 1680 ha. Es un ejido que cuenta con un potencial físico y humano enorme para desarrollar actividades agrícolas y agropecuarias. 
Jahuara II también es el nombre habitual que se le da a la Villa Adolfo López Mateos la cual es una de las más importantes sindicaturas del municipio de El Fuerte y la integran los ejidos de El Guayabo, Ejido Agua Nueva I, Ejido Agua Nueva II, Jahuara II y el ejido el Metate. 
Jahuara II es uno de los 7 Centros Ceremoniales Indígenas del municipio de El Fuerte al lado de: Mochicahui, Teputcahui, Capomos, Sivirijoa, Tehueco y Charay.

## Grupos étnicos
Los principales grupos étnicos son los mayos o yoremes, los batacaris,tehuecos zuaques y cahitas. Estos últimos tres grupos indígenas ya extintos la mayoría se encuentra en el barrio apache.
``ñ

## Fiestas, danzas y tradiciones
Una de las fiestas más concurridas en el Municipio de El Fuerte son las de la Cuaresma en que los indígenas mayos festejan en los centros ceremoniales de Jahuara II; también durante Semana Santa y Pascua se realizan en todo el municipio procesiones y danzas del venado y de pascola.

## Lugares a visitar
- Dique de las Isabeles, interesante lugar muy próximo a Jahuara
- Dique el metate, balneario de la entidad.
- Balácachi, Pueblito cercano que aunque nadie lo sepa esta lleno de históricos lugares y anécdotas.
- centros ceremoniales indígenas. cualquier persona del lugar los podrán instruir referente a las costumbres del lugar.
- los canales de los alrededores. lugares donde los pobladores los utilizan como balneario, aunque su uso es para riego de la agricultura del Valle del Fuerte entre los canales más frecuentados están: canal 5 y el "tercero".
- PLAZUELA. Plaza con quiosco al centro del ejido donde se pueden encontrar personajes del pueblo así como también diversos puntos de venta de comida y aperitivos.
- Iglesia católica.Se encuentra justo frente a la plazuela, cuenta con una arquitectura simple pero bella.